# Tulalip Bay (Washington)
Tulalip Bay es un lugar designado por el censo ubicado en el condado de Snohomish en el estado estadounidense de Washington. En el año 2000 tenía una población de 1.561 habitantes y una densidad poblacional de 347,8 personas por km².

## Geografía
Tulalip Bay se encuentra ubicado en las coordenadas 48°3′56″N 122°17′13″O / 48.06556, -122.28694.

## Demografía
Según la Oficina del Censo en 2000 los ingresos medios por hogar en la localidad eran de $43.594, y los ingresos medios por familia eran $49.000. Los hombres tenían unos ingresos medios de $35.057 frente a los $30.735 para las mujeres. La renta per cápita para la localidad era de $20.092. Alrededor del 16,8% de la población estaban por debajo del umbral de pobreza.